# 吳玭 (嘉靖進士)
吴玭（1478年—1540年），字汝瑩，號南岑，浙江杭州府钱塘县人，民籍。

## 生平
其父三娶无子，年五十七時，母周宜人才生下吴玭。治《礼记》，排行十一，正德十四年（1519年）浙江鄉試第十七名舉人，年四十六歲中式嘉靖二年（1523年）癸未科會試第一百二十三名，第三甲第二百五十九名進士。拜行人司行人，历司副、刑部署员外郎，嘉靖十一年七月升广东按察司佥事，十四年剿平广东连州盗文兴隆等，十六年八月升本省副使，再升本省布政司左参政，嘉靖十九年卒于官，年六十三。

## 家族
曾祖吴原敬，贈通議大夫、都察院右副都御史。祖父吴士寧，贈通議大夫、都察院右副都御史。父吴謹，七品散官。前母高氏、李氏；嫡母莫氏；生母周氏。慈侍下。兄吴璿，府同知；吴璽、吴瑞、吴珎、吴琳、吴玮（義官）、吴璠、吴玙、吴瑶（中书舍人）、吴瓊、弟吴珂、吴㻞（贡士）、吴珊。伯父吴诚、從弟吴㻞、從姪吴源，皆为进士。